# Pseudotypocerus nitidicollis
Pseudotypocerus nitidicollis är en skalbaggsart som beskrevs av Chemsak och Linsley 1976. Pseudotypocerus nitidicollis ingår i släktet Pseudotypocerus och familjen långhorningar.
Artens utbredningsområde är El Salvador. Inga underarter finns listade i Catalogue of Life.